# リチャード・ン
- リチャード・ウン

リチャード・ン（呉耀漢、Richard Ng、1939年12月27日 - 2023年4月9日）は、香港の俳優。

## 経歴
広東省潮州市に生まれ、香港で育つ。1955年にイギリスに渡り、ミルフィード・パブリック・スクールに学ぶ。在学中に演劇にのめり込み、歯科医を目指してロンドン大学に入学するが、2年後に演劇科に移籍。大学在学中からイギリスのテレビ局のコメディ映画や舞台、ショーに出演していた。卒業後はBBCに入社しコメディ作品に出演した。
1970年に香港に戻り、TVBのコメディ番組『雙星報喜（ホイブラザーズ・ショウ）』で人気を得る。1975年に製作会社を起ち上げて、『マネー・クレイジー』（1977年）、『ピックポケット!』（1981年）などを製作・出演。『五福星』（1983年）で香港電影金像奨の主演男優賞にノミネートされた。
1990年代からは再びイギリスに拠点を移している。
イギリス人夫人との間に生まれた息子のカール・ンが香港でモデル兼俳優として活動している。
2023年4月9日、83歳で死去。

## 出演映画
- Mr.Boo!ミスター・ブー（1976年）
- マネー・クレイジー（1977年）
- ザ・ポップマン（1979年）兼脚本
- ピックポケット!（1981年）
- 五福星（1984年）
- スパルタンX（1984年）
- 新ポリス・ストーリー Pom Pom（1984年）
- 大福星（1985年）
- 七福星（1985年）
- 帰ってきたMr.Boo!ニッポン勇み足（1985年）
- 十福星（1986年）
- 冒険活劇 上海エクスプレス（1986年）
- 霊幻道士3 キョンシーの七不思議（1987年）
- チャイニーズ・ウォリアーズ（1987年）
- ゴールデン・スワロー 魔翔伝説（1987年）
- クレージー警部 替え玉大作戦（1988年）
- 奇蹟 ミラクル（1989年）
- 黄昏のかなたに（1989年）
- スリープ・ウィズ・ユー（1989年）
- レッドダスト（1990年）
- レッド・リベンジ 復讐の罠（1990年）
- 無名家族 復讐の狼たち（1990年）
- 金城武の死角都市・香港（1990年）
- 神鳥聖剣（1992年）
- カンフー・カルト・マスター 魔教教主（1993年）
- 裏街の聖者（1995年）
- スタントウーマン 夢の破片（1996年）
- ワンス・アポン・ア・タイム・イン・チャイナ&アメリカ 天地風雲（1996年）
- 香港大夜総会 タッチ&マギー（1997年）
- ひとめ惚れ（2000年）
- 北京ロック（2000年）
- ヴィッキー・チャオのマイ・ドリーム・ガール（2003年）
- トゥームレイダー2（2003年）
- 王朝の陰謀 判事ディーと人体発火怪奇事件（2010年）
- 7日間の恋人（2012年）
- キョンシー（2013年）
- 小さな園の大きな奇跡（2015年）
- スキップ・トレース（2016年）
- 霊幻道士 こちらキョンシー退治局（2017年）
- 無敵のドラゴン（2019年）

## 製作
- バーストシティ（2012年）